# Karol Michalski
Karol Michalski, ps. Karol, Karol Złoch (ur. 4 listopada 1875 w Warszawie, zm. 1939) – major piechoty Wojska Polskiego, działacz niepodległościowy, kawaler Orderu Virtuti Militari.

## Życiorys
Urodził się 4 listopada 1875 w Warszawie, w rodzinie Klemensa (1851–1929) i Marii z d. Madrui (1849–1933). Był starszym bratem Witalisa (1884–1968) i Kazimierza Macieja (1886–1935), inżyniera, działacza niepodległościowego, kapitana piechoty. Ukończył średnią szkołę techniczną w Warszawie (1893). Przed I wojną światową był członkiem Polskich Drużyn Strzeleckich.
W 1914, po wybuchu wojny, wstąpił do Legionów Polskich. Służył w oddziale skautów i 6. kompanii 6 pułku piechoty. Był komisarzem Polskiej Organizacji Narodowej w 1914. 25 października 1915 w bitwie pod Kuklami został ciężko ranny (przestrzał lewego płuca). 11 listopada 1915 awansował na chorążego, a 1 listopada 1916 na podporucznika piechoty. Od 6 kwietnia do 4 czerwca 1917 pełnił służbę w Krajowym Inspektoracie Zaciągu w Piotrkowie. 12 października 1918 Rada Regencyjna zatwierdziła go w stopniu porucznika.
W listopadzie 1918 został przyjęty do Wojska Polskiego. 6 listopada 1919 został przeniesiony z Dowództwa Okręgu Generalnego Warszawa do Dowództwa Frontu Południowo-Zachodniego. 1 grudnia 1919 został mianowany z dniem 1 grudnia 1919 kapitanem w piechocie. W 1920, w czasie wojny z bolszewikami, walczył w szeregach 21 pułku piechoty. 
3 maja 1922 został zweryfikowany w stopniu majora ze starszeństwem z 1 czerwca 1919 i 397. lokatą w korpusie oficerów piechoty). W latach 1921–1924 był kierownikiem referatu w Oddziale V Sztabu Generalnego w Warszawie, pozostając oficerem nadetatowym 21 pułku piechoty w Warszawie. W maju 1927 został przydzielony z 21 pp do Dowództwa Okręgu Korpusu Nr I na stanowisko kierownika kancelarii. Z dniem 31 marca 1928 został przeniesiony w stan spoczynku.
Od 1930 pracował w Powiatowej Kasie Chorych w Międzychodzie, od 15 lutego 1931 w Kasie Chorych w Żyrardowie, w 1933 na stanowisku dyrektora. Był członkiem PPS oraz NZR, w zarządzie którego zasiadał od 1909.
W 1934, jako oficer stanu spoczynku pozostawał w ewidencji Powiatowej Komendy Uzupełnień Grodzisk Mazowiecki. Posiadał przydział do Oficerskiej Kadry Okręgowej Nr I. Był wówczas „przewidziany do użycia w czasie wojny”.
Był żonaty z Zofią. Ojciec Ireny Jadwigi (ur. 1901), Tomiły Janiny (ur. 1903) i Jerzego Henryka (ur. 1904).

## Ordery i odznaczenia
- Krzyż Srebrny Orderu Wojskowego Virtuti Militari nr 6326 – 17 maja 1922[21][3][22][23][24]
- Krzyż Niepodległości – 8 listopada 1937 „za pracę w dziele odzyskania niepodległości”[25][1][26]
- Krzyż Kawalerski Orderu Odrodzenia Polski – 2 maja 1924 „za zasługi, położone na polu pracy narodowej oraz organizacyjnej wśród armji Rzeczypospolitej Polskiej” [27][28][29]
- Krzyż Walecznych po raz trzeci „za czyny orężne w bojach byłego 6 pp Leg.”[30][31]
- Krzyż Walecznych po raz pierwszy[32][33]
- Medal Pamiątkowy za Wojnę 1918–1921 – 1930[3]
- Medal Dziesięciolecia Odzyskanej Niepodległości –1930[3]
- Krzyż Pamiątkowy 6 pułku piechoty Legionów Polskich[5]
- Srebrny Medal Waleczności 1 klasy[34][3]